# باکیندیک ماندینکا
باکیندیک ماندینکا (به لاتین: Bakindick Mandinka) یک منطقهٔ مسکونی در گامبیا است که در North Bank Division واقع شده‌است. باکیندیک ماندینکا ۱،۸۰۱ نفر جمعیت دارد.